# Wilhelm Fries (Maler)
Wilhelm Fries (* 24. Oktober 1819 in Heidelberg, Großherzogtum Baden; † 29. März 1878 in Konstanz, Großherzogtum Baden) war ein deutscher Landschaftsmaler und Konservator.

## Leben
Fries wuchs als Sohn des Heidelberger Krappfabrikanten und Bankiers Christian Adam Fries in begüterten Verhältnissen auf. Durch die Kunstsammlung seines Vaters, die vor allem niederländische Malerei des 17. und 18. Jahrhunderts sowie zeitgenössische Kunst zeigte, erhielten er und seine Brüder Ernst und Bernhard frühe Kunsteindrücke.
Fries besuchte die Großherzoglich Badische Polytechnische Schule in Karlsruhe. 1839 kehrte er nach Heidelberg zurück und leitete dort das Geschäft seines Vaters. 1844 entschied er sich endgültig, Maler zu werden, und ging im April desselben Jahres nach München, wo er in einem Studium an der Königlichen Akademie der Bildenden Künste und durch Daniel Fohr sowie Carl und Leopold Rottmann in der Malerei geschult wurde. Vom Ende der 1840er bis in die 1850er Jahre hinein reiste er mehrmals ins bayerische Oberland, nach Tirol und wiederholt in die Schweiz. Der Verlust des väterlichen Vermögens veranlasste ihn ab 1860, Stellen als Zeichenlehrer am Benderschen Institut in Weinheim und ab 1870 als Konservator der Wessenberg-Sammlung in Konstanz anzunehmen. Dort überprüfte er die Bestände und legte ein neues Inventarverzeichnis an.
Obwohl er von Carl Rottmann geschult worden und mit ihm eng befreundet war, hing Fries nicht der idealisierenden Landschaftsmalerei an, sondern vertrat einen malerischen Realismus. Er gab topografisch nachvollziehbare, in sich geschlossene Landschaftsausschnitte wieder. Seine nach der Natur entstandenen Zeichnungen führte er im Atelier in farblich nuancierten Gemälden aus. Dabei staffelte er Bildzonen hintereinander und sorgte so für räumliche Tiefe. Auch gliederte er den Bildraum durch Licht- und Schattenpartien.